# Solèr
Solèr bezeichnet ein altes Schweizer Adelsgeschlecht aus dem Kanton Graubünden mit den nachweisbaren Namensvariationen Solair, Solario und de Solèr. Der Familienname Solario ist die älteste Bezeichnung und erscheint in historischen Urkunden des 13. Jahrhunderts im Bischöflichen Archiv von Chur. Vertreter der Familie haben sich ab dem 17. Jahrhundert infolge Emigration und Solddienst von Lumbrein aus in die ganze Welt verbreitet.

## Herkunft des Namens
Nach historischer Überlieferung steht der Name Solèr in Relation zum lateinischen Ausdruck solarium, was im Rätoromanischen sulèr oder auf Deutsch Söller («Hauseingang») bedeutet. Im übertragenen Sinne deutet er auf den unteren Teil eines herrschaftlichen Gebäudes und dessen Bewohner hin, was die hierarchische Stellung der Bewohner als bischöfliche Verwalter im mittelalterlichen Lehenwesen erklärt. Das unterschiedlichen Familienwappen mit aufgehendem Mond oder aufgehender Sonne über drei Hügeln weisen auf die verschiedenen Zweige der emigrierten Familien hin.

## Herkunft und Verbreitung der Familie
Der Bündner Historiker Ulrich Campell (1510–1582) nennt die aus dem Lugnez  stammende Familie Solèr einen Ableger eines Zweiges der nobelsten Dienstherren des 13. Jahrhunderts im Bistum Chur. Im 14. Jahrhundert sollen diese in Degen und Lumbrein als Nobilis bischöfliche Güter bewohnt haben, in Vattiz gar eine Burg, deren Ruinen bei Casauma im 19. Jahrhundert noch teilweise sichtbar waren. Reste dieser Stammburg hatte der Kunsthistoriker Josef Zemp 1869 bis 1942 noch erkundet, später wurde jedoch an gleicher Stelle ein Bauerngut errichtet. Einwohner berichteten von einem unterirdischen Gang bis zu einer tiefer gelegenen Burgstelle in Degen – der Burg Turatscha –, die einst auf einem heute gleichnamigen Moränen-Schutthügel errichtet worden war. Archäologische Funde oder Grabungen fehlen diesbezüglich.